# Фізико–хімічні та хімічні методи збагачення золота
Фізико–хімічні та хімічні методи збагачення золота — це флотація, амальгамація та ціанування.
- Флотаційне збагачення золота. Ефективними збирачами для флотації золота є сульфгідрильні: ксантогенати, особливо бутиловий та дітіофосфати. Ксантогенат на поверхні золота сорбується лише після його окиснення, коли на поверхні золота з'являється окисна плівка. При адсорбції ксантогенату на поверхні золота утворюється важкорозчинний ксантогенат золота AuROCSS. Пригнічують флотацію золота ціанід, сірчистий натрій, сульфіт та тіосульфат натрію, луги, а також рідке скло, мідний купорос і деякі органічні сполуки — крохмаль, поліакриламід. Золото флотується у широкому діапазоні pH, але особливо добре в нейтральному середовищі. Але золото з розсипів флотують рідко. Цей процес має низку недоліків. Флотаційне вилучення золота з пісків з низьким його вмістом — дорогий та економічно невигідний процес. До того ж часточки золота, крупніші 0,15 мм, флотуються погано. Добре флотуються часточки з пластинчастою формою, а у хвости переходять округлі. Через це до режиму флотації висувають багато вимог. Схема флотації має бути з мінімальною кількістю перечисних операцій або взагалі без них. Таким чином, флотація золота може іноді з успіхом доповнювати гравітаційні процеси для збільшення загального його вилучення.

- Амальгамація — спосіб вилучення золота, оснований на вибірковому змочуванні ртуттю часточок золота з утворенням амальгами, яка потім відділяється від пустої породи. Під час дифузії ртуті в золото утворюється амальгама. Ртуть не розчиняє золото, а лише змочує та диспергує його з отриманням амальгами. До складу амальгами входять тверді розчини золота з ртуттю, їх хімічні сполуки, ртуть. Перед амальгамацією поверхні золотин очищують тертям або у слабких розчинах сірчаної кислоти (3 %), що значно покращує взаємодію золота та ртуті. У залежності від умов проведення амальгамація поділяється на внутрішню, що проводиться одночасно з подрібненням руди, та зовнішню, що проводиться в амальгамаційних шлюзах після подрібнення руди. Сьогодні амальгамація застосовується при переробці бідних гравітаційних концентратів — шліхів. Ефективність цього процесу велика, але при вилучення золота амальгамацією безпосередньо з руди завжди невелике (50-70 %). Недоліком цього способу збагачення золота є його шкідливість. В процесі використовується ртуть, утворюються сполуки з ртуттю та її пари, що негативно впливають на здоровיя людини.

- Ціанування — спосіб вилучення золота з руд та концентратів вибірковим переведенням його у розчини ціанідів лужних металів у присутності розчиненого у воді кисню. Розчинення золота протікає у ціаністих розчинах слабкої концентрації (0,03-0,3 %) за реакцією:

4Au+8NaCN+2H2O+O2=4NaAu(CN)2+4NaOH.
Розчинення проходить у лужному середовищі, що створюється вапном при pH=11-12 для попередження гідролізу ціаніду з утворенням леткої ціаністо-водневої кислоти. Ціанування поширене у практиці вилучення золота. Воно застосовується для вилучення золота з руд, продуктів переробки концентратів, хвостів, різних проміжних продуктів. При ціануванні найбільш широко застосовують ціанід натрію NaCN, ціанід кальцію Ca(CN)2, а іноді ціанід калію KCN. Сьогодні застосовують 2 методи ціанування: перколяцію ціаністого розчину через шар подрібненої руди або пісків та перемішування пульпи при її інтенсивній аерації. Крім того набуло поширення купчасте вилуговування ціаністими розчинами. Із ціаністих розчинів після відділення їх від пульпи золото може бути виділене кількома способами: вугільними адсорбентами, за допомогою йонообмінних смол, тощо. Найбільш поширене осадження золота цинковим пилом:
2Au(CN)2-+Zn=Zn(CN)42-+2Au.
Ціанування дозволяє вилучати з породи 95-97 % металу. Великий недолік цього способу — застосування шкідливих для людей та довкілля ціанідів.